# Doescher Nunatak
Doescher Nunatak är en nunatak i Antarktis. Den ligger i Östantarktis. Nya Zeeland gör anspråk på området. Toppen på Doescher Nunatak är 1 667 meter över havet.
Terrängen runt Doescher Nunatak är lite kuperad. Trakten är obefolkad. Det finns inga samhällen i närheten.